# Robert Etheridge, Jr.
Robert Etheridge, Jr. (Cheltenham, 23 de mayo de 1847 - 4 de enero de 1920) fue un botánico, algólogo, geólogo, paleontólogo británico, con importantes contribuciones al Museo Australiano.

## Biografía
Era originario de Cheltenham, en Gloucestershire, único hijo de Martha Smith y del paleontólogo Robert Etheridge un docente de matemáticas y ciencias. Se educó en la Royal School of Mines, Londres, bajo Thomas Henry Huxley, y se entrenó como paleontólogo por su padre.
En 1866, viajó a Australia, trabajando con Alfred Richard Cecil Selwyn en estudios geológicos victorianos, hasta 1869, retornando a Inglaterra en 1871. Dos años más tarde fue nombrado paleontólogo en estudios geológicos de Escocia, y en 1874 obtuvo un puesto en el departamento de geología en el Museo de Historia Natural en Kensington Sur. Mientras allí, en cooperación con Philip Herbert Carpenter compiló un valioso Catálogo de Blastoidea. Entre 1878 a 1880 con H. Alleyne Nicholson, publicó Monograph of the Silurian Fossils of the Girvan District in Ayrshire.
En 1887, Etheridge retornó a Australia, y se le dio una posición dual como paleontólogo de estudios geológicos en Nueva Gales del Sur y en el Museo Australiano en Sídney. Mientras en Inglaterra, tuvo correspondencia científica con su amigo Dr. Robert Logan Jack quien le envió muchos fósiles de Queensland. A partir de 1881 trabajaron juntos, y en 1892 apareció The Geology and Palaeontology of Queensland and New Guinea, por Robert L. Jack y Robert Etheridge, Jr, una obra elaborada con muchas planchas y cartas. Etheridge fundó The Records of the Geological Survey, y publicó muchos artículos sobre los fósiles de estratos más viejos.
El 1 de enero de 1895, Etheridge fue designado curador del Museo Australiano, y en sus manos las colecciones se enriquecieron mucho y bien representadas. Inició Records of the Australian Museum. A medida que crecía amplió sus intereses para incluir la etnología. Escribió mucho sobre los usos y costumbres de los originarios y reunió una notable colección de obra nativa para su museo. También extendió la utilidad del museo dando conferencias de divulgación científica y demostraciones para los visitantes. Murió repentinamente de neumonía el 4 de enero de 1920. Su esposa le precedió y le sobreviven dos hijos.
Etheridge escribió un gran número de artículos científicos, se publicaron alrededor de 350, y una lista se encuentra en el Records of the Australian Museum, v. XV, p. 5 a 27.

## Otras publicaciones

### Libros
- 1902. The Cretaceous Mollusca of South Australia and the Northern Territory. Ed. W. C. Rigby, 54 p.
- 1892. The Geology and Paleontology of Queensland and New Guinea. Con R.L. Jack. 767 p. ISBN 5-87578-028-2, ISBN 978-5-87578-028-8

## Premios y reconocimientos
- 1877: medalla del Fondo Wollaston por la Sociedad Geológica de Londres
- 1895: Medalla Clarke con Robert Logan Jack (otorgado por la Royal Society de Nueva Gales del Sur)
- 1911: medalla de von Mueller por la Asociación Australiana y Neozelandesa para el Avance de la Ciencia.
- Numerosas especies de animales, tanto fósiles como reciente, fueron nombrados en su honor, y su nombre también fue dado a una mina de oro en Queensland, un pico en la meseta de Kosciusko, y un glaciar en Antártida.[2][3]